# Marius Metge
Marius Metge, né au Teil en Ardèche le 7 juillet 1890 et mort à Cayenne le 8 février 1933, est un anarchiste illégaliste, membre de la bande à Bonnot, plus connu sous le surnom de Leblanc.

## Biographie
Élevé par sa grand-mère, Élisa Thomas, une sage-femme du Teil, il arrive à Paris en 1910, où il travaille comme cuisinier. Insoumis au service militaire il fuit en Belgique où il rencontre Édouard Carouy, Octave Garnier et Jean De Boë. À Charleroi, il fait également la connaissance de Barbe Le Clerc'h, la servante de l'auberge où il réside, une bretonne originaire du Faouët dans le Morbihan.
De retour en France il fréquente les anarchistes individualistes et illégalistes installés à Romainville. Il commet alors quelques cambriolages, dont un avec la complicité de son amie Barbe Le Clerch, au Pavillons-sous-Bois, dans la villa où cette dernière est employée comme domestique. Il attaque ensuite le bureau de poste de Romainville. 
Mais dans la nuit du 2 au 3 janvier 1912, à Thiais, dans la banlieue parisienne, on le soupçonne d'avoir commis en compagnie de Carouy, un double meurtre, celui d'un rentier de 91 ans et de sa vieille servante, dans le but de leur dérober plus de 20 000 francs. Identifié par un témoin grâce à des photos anthropométriques, il est finalement arrêté le 4 janvier, le surlendemain du crime, à son domicile de Garches, route de Saint-Cloud (aujourd'hui le boulevard du Général-de-Gaulle, avec son amie Barbe.
Le 27 février 1913, il est reconnu coupable du double crime de Thiais, mais bénéficiant de circonstances atténuantes, il échappe à la peine de mort et est condamné aux travaux forcés à perpétuité,. Barbe sera acquittée, mais mourra quelques mois après de tuberculose.
Il est envoyé au bagne de Guyane dans les îles du Salut (sur l'île Saint-Joseph) où il exécute l'essentiel de sa peine. Il finit par y obtenir le poste de cuisinier du gouverneur. Libéré en 1931, il travaille pour un restaurant de Cayenne où il décède d’une fièvre bilieuse en 1933,.

## Notices
- Dictionnaire des anarchistes, « Le Maitron » : notice biographique.
- Dictionnaire international des militants anarchistes : notice biographique.